# Souhvězdí Fénixe
Fénix je jedno z 88 souhvězdí moderní astronomie, leží na jižní obloze. Bylo prvně popsáno dánskými mořeplavci Pieterem Dirkszoon Keyserem a Frederickem de Houtmanem. Johann Bayer ho v roce 1603 zobrazil ve svém atlase Uranometria a pomohl tak k jeho rozšíření.
Pojmenováno je podle mytického ptáka Fénixe, který získává nový život tím, že povstane z popela svého předchůdce.
Souhvězdí se skládá ze 13 hvězd, které dosahují nejvýše 5. hvězdné velikosti (zhruba 40 do 6. magnitudy). Souhvězdí je viditelné prakticky pouze jižně od 45° s. š. Leží mimo Mléčnou dráhu mezi Fomalhautem z Jižní ryby a Achernarem z Eridana. Lze říci, že nad obzor vystupuje jen jeho severní část v jarních měsících. Těsně nad obzorem se celé souhvězdí objevuje až v jižních oblastech Středozemního moře.

## Hvězdy
| Hvězda | Jméno | Hvězdná velikost |
| ------ | ----- | ---------------- |
| α Phe  | Ankaa | 2,38m            |
| β Phe  | β Phe | 3,32m            |
| γ Phe  | γ Phe | 3,41m            |

Nejjasnější hvězda, Alfa Phoenicis se jmenuje Ankaa, což je arabský výraz pro Fénixe. Jedná se o oranžového obra se zdánlivou velikostí 2,38 mag. Beta Phoenicis je dvojhvězda složená ze dvou žlutých obrů a zdánlivé velikosti 3,3. Ný Phoenicis má prachový disk, přičemž souhvězdí má dalších deset hvězdných systémů se známými planetami. Gamma Phoenicis je červený obr vzdálený 235 světelných let. HE0107-5240 je možná jedna z nejstarších dosud objevených hvězd (musela vzniknout velmi brzy po Velkém třesku). Je 10 000krát slabší než nejslabší hvězdy viditelné pouhým okem a je zhruba 36 000 světelných let daleko.

## Objekty
V souhvězdí lze nalézt nedávno objevené galaktické kupy El Gordo a kupa Fénix, které se nacházejí 7,2 a 5,7 miliard světelných let od nás. Jedná se o jedny z největších objektů ve viditelném vesmíru. Jinak je poměrně chudé na významné hvězdokupy. NGC 625 je trpasličí nepravidelná galaxie o hvězdné velikosti 11,0 mag, vzdálená 12,7 milionů světelných let. Robertův Kvartet je skupina čtyř galaxií (složená z nepravidelné galaxie NGC 87 a tří spirálních NGC 88, NGC 89 a NGC 92), leží zhruba 160 mil. světelných let daleko.

## Meteorické roje
V souhvězdí leží radiant meteorického roje Phoenicidy, který se vyskytuje kolem 5. prosince. Poprvé byl pozorován 3. prosince 1887, smršť meteorů byla zvláště intenzivní v prosinci 1956 a bývá spojována s rozpadem komety 289P / Blanpain.